# Myrmecia gulosa
Espèce
Myrmecia gulosa est une espèce de fourmi du genre Myrmecia, abondante dans tout l'Est de l'Australie.

## Description
C'est l'une des plus grandes espèces de fourmis au monde, les individus adultes pouvant atteindre 15 mm à 30 mm de long. La tête et le thorax sont généralement de couleur rouge-brun, la moitié arrière de l'abdomen est noir et les mandibules brun-jaune. Les adultes possèdent typiquement les longues et puissantes mandibules dentelées et un aiguillon à venin capable de provoquer une douleur intense pendant quelques jours s'il est inoculé. Contrairement à la plupart des autres espèces de fourmis, les fourmis manquent de capacité de détection chimique, mais cela est compensé par leur vision très vive, qui leur permet de repérer à deux mètres de distance les intrus.

## Écologie
Considérées comme des espèces « relativement » primitives de fourmis, ces fourmis sont connues pour être des prédateurs solitaires peu coopératifs entre eux, dont le comportement social est peu développé en comparaison des espèces plus "avancées". Elles sont notoirement connues pour être des chasseurs agressifs capables de maîtriser des proies redoutables comme des abeilles et autres fourmis. Incapables de manger des aliments solides, les adultes se nourrissent du jus de leur proie, la viande de la proie servant à nourrir les larves de la colonie. Leur alimentation est complétée par des œufs stériles qui servent à nourrir la reine et les larves.
Les nids sont construits sous terre, les tunnels pouvant être très importants.

## Répartition

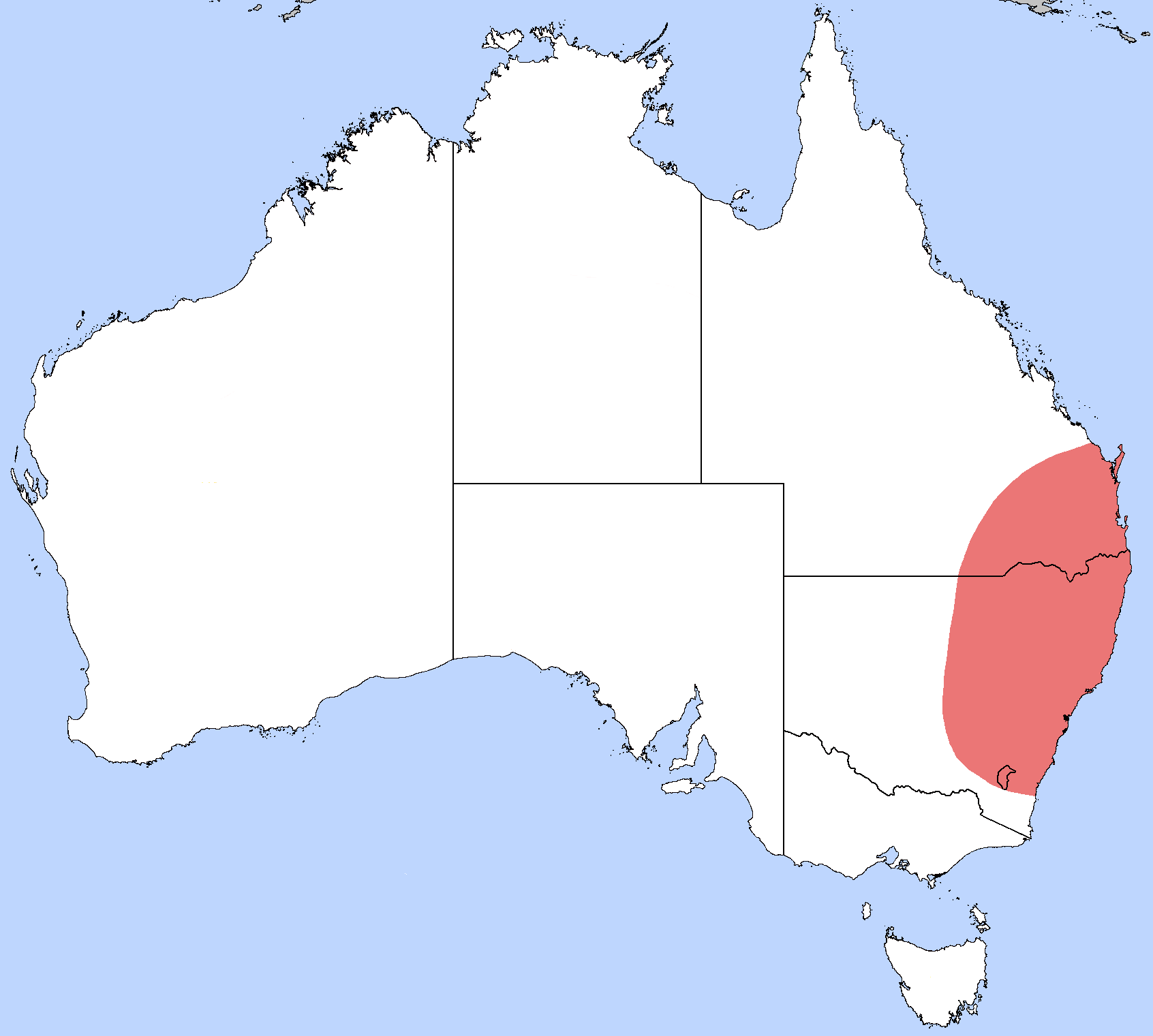
Répartition de Myrmecia gulosa en Australie.

Cette espèce vit dans le Sud-Est de l'Australie, peuplant la Nouvelle-Galles du Sud et le Queensland.

## Découverte
Le premier spécimen de Myrmecia gulosa a été recueilli entre avril et août 1770 lors du premier voyage de James Cook dans les mers du Sud, par les botanistes Joseph Banks et Daniel Solander aux côtés d'un papillon (une femelle Heteronympha merope), d'un charançon (Chrysolopus spectabilis) et de deux mouches (Calliphora augur et C. stygia).